# Villa Hirsch
Le villa Hirsch (en hongrois : Hirsch-villa) est un édifice situé dans le 6e arrondissement de Budapest.